# Lijst van voetbalinterlands China - Servië en Montenegro
Deze lijst van voetbalinterlands is een overzicht van alle officiële voetbalwedstrijden tussen de nationale teams van China en Servië en Montenegro. De landen speelden in totaal een keer tegen elkaar: een vriendschappelijke wedstrijd op 13 november 2005 in Nanjing.

## Wedstrijden
| № | Plaats  | Datum            | Competitie        | Wedstrijd                    | Uitslag |
| - | ------- | ---------------- | ----------------- | ---------------------------- | ------- |
| 1 | Nanjing | 13 november 2005 | Vriendschappelijk | China – Servië en Montenegro | 0 – 2   |

## Samenvatting
| Competitie        | Totaal gespeeld | Winst China | Gelijk | Winst Servië en M. | Doelsaldo China – Servië en M. |
| ----------------- | --------------- | ----------- | ------ | ------------------ | ------------------------------ |
| Vriendschappelijk | 1               | 0           | 0      | 1                  | 0 − 2                          |
| Totaal            | 1               | 0           | 0      | 1                  | 0 − 2                          |

Wedstrijden bepaald door strafschoppen worden, in lijn met de FIFA, als een gelijkspel gerekend.

## Details

### Eerste ontmoeting
| Vriendschappelijk (Nanjing, China, 13 november 2005): |       |                                     |
| China                                                 | 0 – 2 | Servië en Montenegro                |
|                                                       | goals | 55' Nenad Đorđević 67' Nikola Žigić |